# Thliptoceras sinensis
Thliptoceras sinensis là một loài bướm đêm trong họ Crambidae.